# Styracaster
Genre
Synonymes
- Chunaster Ludwig, 1907[1]
- Machairaster Perrier, 1884[1]

Styracaster est un genre d'étoile de mer abyssales de la famille des Porcellanasteridae.

## Liste d'espèces
Selon World Register of Marine Species (24 octobre 2020) :
- Styracaster armatus Sladen, 1883
- Styracaster caroli Ludwig, 1907
- Styracaster chuni Ludwig, 1907
- Styracaster clavipes Wood-Mason & Alcock, 1891
- Styracaster elongatus Koehler, 1907
- Styracaster horridus Sladen, 1883
- Styracaster longispinus Belyaev & Moskalev, 1986
- Styracaster monacanthus Ludwig, 1907
- Styracaster paucispinus Ludwig, 1907
- Styracaster robustus Koehler, 1908
- Styracaster simplipaxillatus Belyaev & Moskalev, 1986
- Styracaster transitvus Belyaev & Moskalev, 1986
- Styracaster yapensis Zhang & al., 2017

## Galerie

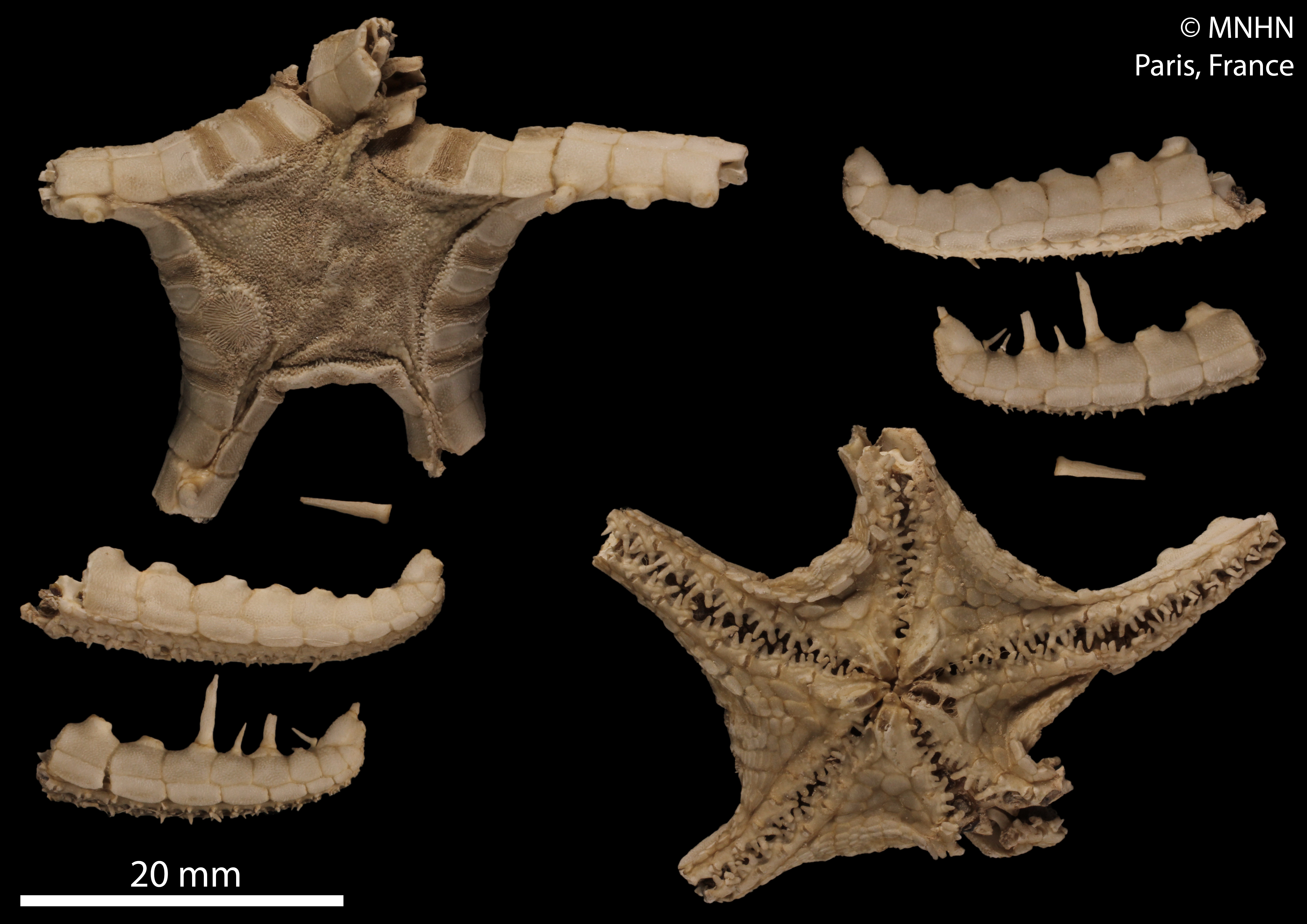
Styracaster armatus (MNHN).
Styracaster chuni var. groenlandica
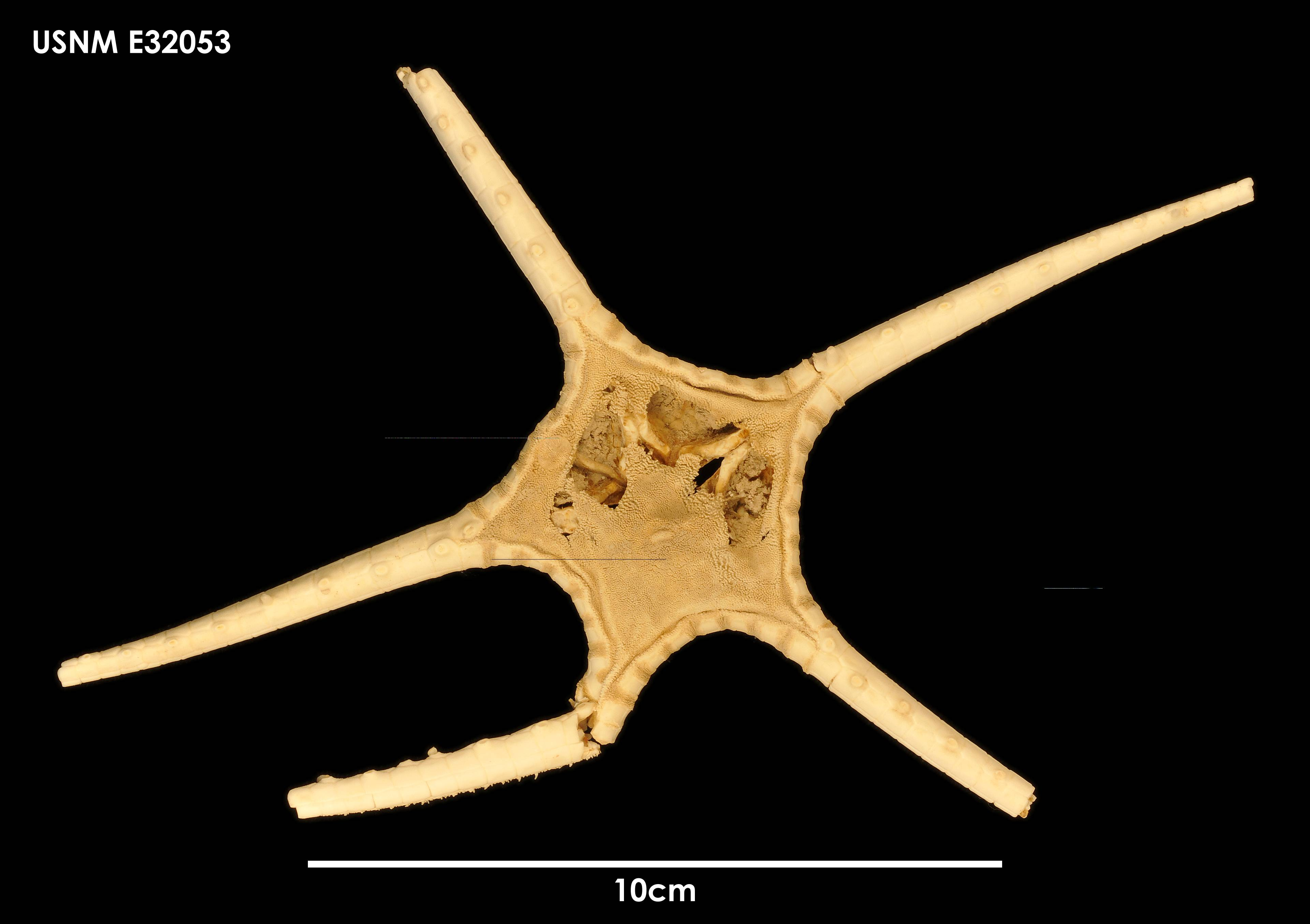
Styracaster horridus (USNM).
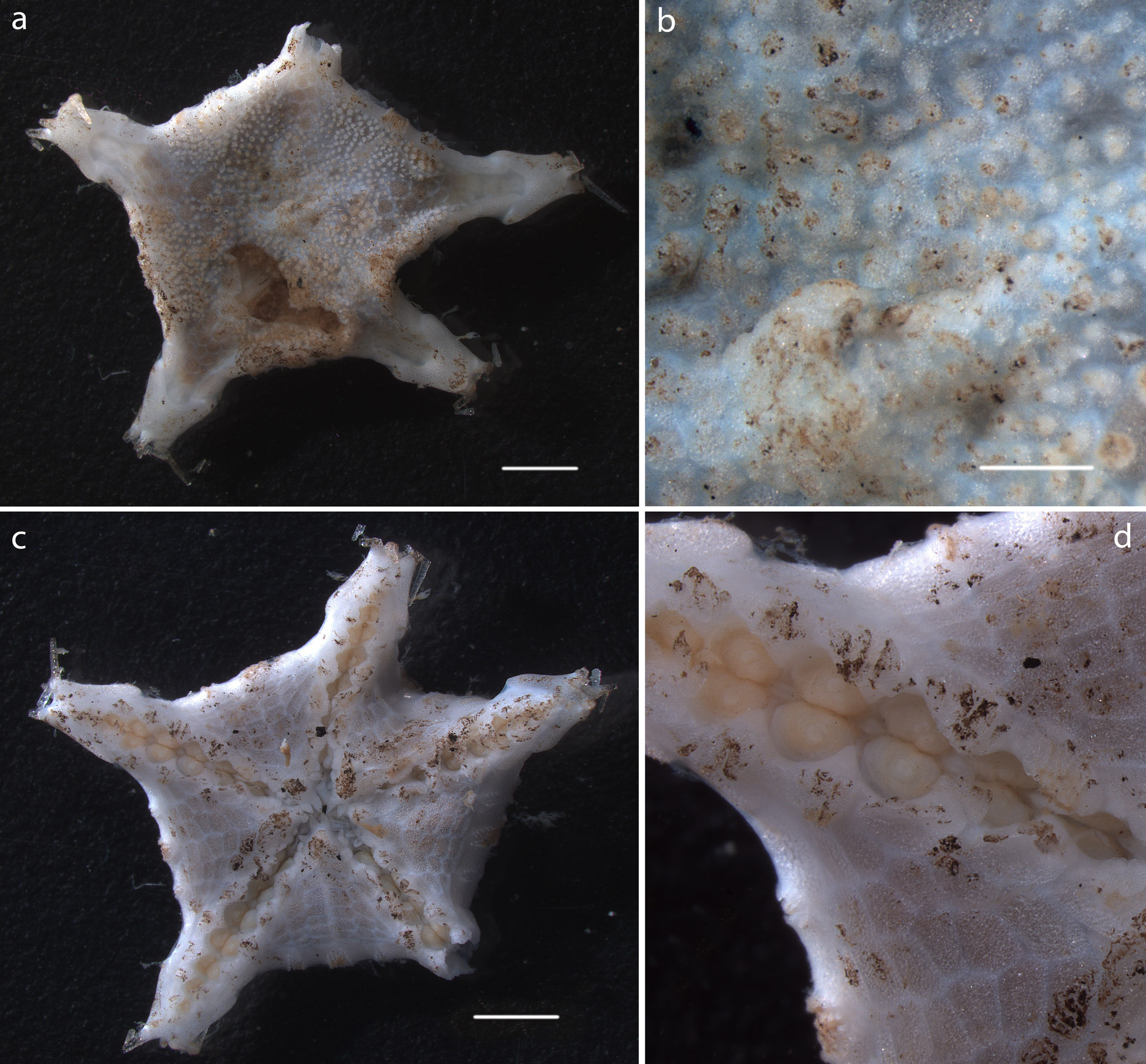
Styracaster paucispinus (NHMUK).